# Quercus engleriana
Quercus engleriana är en bokväxtart som beskrevs av Karl Otto von Seemen. Quercus engleriana ingår i släktet ekar, och familjen bokväxter. Inga underarter finns listade.